# ME Állam- és Jogtudományi Kar
Az Állam- és Jogtudományi Kar a Miskolci Egyetem egyik kara.

## A kar múltja
Bár a jelenleg fennálló miskolci Állam- és Jogtudományi Kar nem tekinti szervezeti elődjének a Miskolci Jogakadémiát, Miskolc városa szerves részének tekinti, múltja szóra érdemes darabkájának.

### Miskolci Jogakadémia (1919–1949)
A Miskolci Jogakadémia elődje az Eperjesi Jogakadémia volt. Eperjes Magyarországhoz tartozott, a Felvidéken található, melyet 1919-ben elcsatoltak az országtól, és az akkori csehszlovák közoktatásügyi referens, Stefanek Antal egy ülésen kijelentette, hogy nem kívánják tovább működtetni a jogakadémiát, de nem látnak kivetnivalót abban, ha áttelepítik a csonka országgá lett Magyarországra. Mikler Károly, a Kollégium jogi fakultásának dékánja rögtön bele is vágott az előkészületekbe. Az áttelepítés helyszínéül először Kassát választották, ám hamar kiderült, hogy az sem marad Magyarország része, így döntöttek Miskolc mellett. Miskolc régóta vágyott már egy saját egyetemre, ezért Mikler Károly nagyvonalú ajánlatot tudott kieszközölni a városvezetéstől. A városba a dékán 1919. március 10-én érkezett meg, és március 18-án a Reggeli Hírlap már azt írta, hogy a dékáni hivatal fogadja az utólag jelentkezni szándékozó leendő hallgatóságot. A tanárok átköltözésével az oktatás a rendes medrében folyhatott tovább.
A kialakuló politikai változások következtében, egy 1919. március 31-én kelt közoktatásügyi népbiztosi rendelet értelmében, a proletár állam szüneteltette a jogi vizsgáztatást az ország minden jogi karán, beleértve a jogakadémiát is. Azonban az előadásokat március végétől kezdve folyamatosan tartották, de számos nehézséggel kellett szembesülniük, mely időről időre igen nehézkessé tette az oktatást. A miskolci vörös haderő parancsnoksága elrendelte, hogy a jogakadémia tanári kara „öntudatosító szociológiai előadásokat” tartson az altisztek és a tisztek részére. Április 26-án, miután a tanári kar nem tett eleget a kérésnek, a katonai parancsnok személyesen adott hangot a követelésének, mire a tanári kar elhagyta Miskolcot, és csak a proletárdiktatúra bukása után tértek vissza. Olybá tűnt, minden akadály elhárult az oktatás elől, ám a húszas évek eleje újabb kihívásokat tartogattak. Nevezetesen az állam meg akarta vonni az államsegélyeket a jogakadémiáktól, mely elsorvaszthatta volna a magyarországi egyházi jogi oktatást. A hátterében az állt, hogy Klebelsberg Kuno akkori kultuszminiszter az egyházi jogi oktatást még elvi szinten sem kívánta támogatni. Itt is csak Miskolc városvezetésének közbenjárása tudta megmenteni a miskolci jogakadémiát.
Mikler Károly 1923. szeptember 20-ai lemondását követően utódául Bruckner Győzőt nevezték ki, akit tudományos munkásságáért 1926-ban a Magyar Tudományos Akadémia levelező tagjává választották. 1932-ben és 1936-ban két erőtlen kísérlet történt a jogi főiskolák felszámolására, azonban az egyház hathatós közbenjárására a kultuszminisztérium visszavonta a javaslatát. Nem volt ilyen szerencséjük 1940-ben. Az 1940:XXVIII törvénycikk a „Magyar Királyi Ferenc József Tudományegyetem újjászervezéséről és a Magyar Királyi Horthy Miklós Tudományegyetem felállításáról” rendelkezett. Eszerint a jogakadémiák csupán a tudományegyetemek tematikáját követve, és azt is csak az első két évig tarthatják meg az előadásokat. Ezt követően van módja a hallgatóságnak a további tanulmányaikat folytatva jelentkezni az egyetemek jogi karának harmadik évfolyamára. Ebbe viszont nem törődtek bele az érintettek. Az 1939. évi II. törvénycikkely 168.§ szakaszára hivatkozva kérték, hogy kultuszminiszter tegyen kivételt, amelyet ő meg is tett. Így újra négyéves képzéssé alakult vissza a jogakadémia. A második világháború előszele sok göröngyöt görgetett az oktatás elé. 1944-ben Bruckner Győző betegségre hivatkozva lemondott, a gyakori légi készültség miatt a tanítás nem volt zökkenőmentes. 1944. október 25-én a nyilas Rajnis Ferenc kultuszminiszter bezáratta az egyetemeket, illetve főiskolákat.
A háborús események után Túróczy Zoltán püspök Zsedényi Bélát bízta meg a jogakadémia ügyének vitelével. A testület nagyarányú személyi változtatásokat tervezett és esti tanfolyamokat hirdettek meg. A dékánválasztáson Zelenka István nyerte el a tisztséget. Ekkoriban merült fel a miskolci Kossuth Lajos Tudományegyetem gondolata, mely magába foglalta volna a jogakadémián kívül az összes Miskolcra került felsőoktatási intézményt, mint például a soproni bánya-, kohó- és erdőmérnöki, valamint evangélikus hittudományi fakultást. A tervből azonban nem lett semmi, sőt, a jogakadémia működése megint veszélybe került. 1946. március 21-én a vallás- és közoktatásügyi miniszter értekezletet hívott össze, melyen Zsedényi Béla képviselte az evangélikus egyházat. Kubinszky Lajos miniszteri tanácsos kérdése az volt, hogy szükség van-e a négy jogi karon kívül még jogakadémiára és egyház meg a város támogatná-e továbbra is a jogakadémiákat. Az oktatást tovább folyhatott, de az 1946 utáni fejlemények nyilvánvalóvá tették, hogy világi pályára oktatni a fiatalokat egyházi befolyással nem sokáig tartható fenn. 1948. június 16-án Bognár József javaslatára az állam átvette a jogakadémiát. Az államosított jogakadémia ez év június 30-án kezdte meg a működését, de – Bruckner Győző véleménye szerint – teljesen háttérbe szorult a Miskolcon kiépülő műegyetem mellett. A kegyelemdöfést a 4105/1949. számú kormányrendelet jelentette, mely a tanév befejezésével elrendelte a jogakadémiák bezáratását.

### Jogi kar Miskolcon (1981–)
A miskolci jogi oktatás felelevenítésének gondolata az 1970-es évek elején Novák Istvántól származik. Noha, korábban is folyt Miskolcon jogi képzés, azt az Eötvös Loránd Tudományegyetem Állam- és Jogtudományi Kar kihelyezett tagozata látta el. Az elképzelés mellett szólt, hogy nem volt egyetlen más olyan értelmiségi szakma, mint a jogász, amely ennyire kiöregedőben lett volna. A jogászok átlag életkora 53 év körül alakult, mely egy jó évtizeddel volt magasabb más értelmiségi csoportokénál. Az újabb jogi kar mellett szólt, hogy sokan esti tagozaton második diplomának szánták a jogi diplomát, és így nem a kezdő jogászi álláshelyeket töltötték be, ahol pedig a legnagyobb hiány alakult ki. Harmadik érvként a jogászi szakma elnőiesedését hozták fel. A nők kedvezőbb nyugdíj-korhatári besorolást kaptak, mely tovább növelte a szakemberhiányt. Negyedikként a társadalmi mobilitás elmaradottsága, illetve az a tény, hogy a fővárosban képezték ki a leendő jogászok 53%-át, hátrányosan érintette a vidéket. Eme előzményeket alapul véve, 1976-ban, az Állami Tervbizottság döntött az egyetemek távlati fejlesztéséről. Az Oktatási Minisztérium által felállított bizottság egy északkelet-magyarországi jogi kar létrehozása mellett döntött. Az előterjesztés 1978. december 4-én született meg a negyedik jogi kar felállításáról. Első helyszínként Debrecen jött számításba, mert 1949-ig volt egyetemi szintű jogászképzés. Amiért mégis Miskolc mellett döntöttek, anyagi okokra vezethető vissza. Túlságosan nagy beruházást kellett volna megvalósítani, míg Miskolcon majdnem minden feltétel adott volt a Nehézipari Műszaki Egyetemen.
1980. január 31-én Gönczöl Katalin főelőadó már a miskolci jogászképzés szervezésével kapcsolatos feladatokról állított össze konkrét javaslatot. A képzés eleinte intézeti keretek között zajlott, később – miután több évfolyam is volt – lehetett karrá szervezni a jogi oktatási tevékenységet. Kratochwill Ferenc miniszteri biztossá kinevezett egyetemi docens döntése értelmében egy karközi bizottság látta el az elvi és szakmai igazgatást. A karközi bizottság feladata az oktatói alkalmassági követelmények érvényesülésének ellenőrzése, a vezető oktatók kiválasztása, a szervezeti kérdésekben történő állásfoglalás volt. A bizottság elnöke Király Tibor, a társkarokat Ádám Antal, Benedek Ferenc, Mádl Ferenc, Németh János, Schmidt Péter, Szentpéteri István és Veres József képviselte. Az MTA Kulcsár Kálmánt és Peschka Vilmost, az Igazságügyi Minisztérium Petrik Ferencet, az oktatásügyi főhatóság Gönczöl Katalint delegálta. Az intézet első tanszékei a következők voltak: Jogtörténeti és jogelméleti tanszék, Civilisztikai tudományok tanszéke, Bűnügyi tudományok tanszéke és Államtudományi tanszék. Elsőként a Jogtörténeti és jogelméleti tanszék alakult meg. 1981. március 1-jével Bányai László, Ijjas József, április 1-jétől Kállay István, Bihari Mihály tölthettek be oktatói állást, július 1-jével Kahler Frigyes, Stipta István és Szabó Miklós lettek oktatók, július 15-től Lakos Zsuzsa vállalhatott előadói munkát. A tanszéki állások betöltésére 1981. július 1-jétől folyamatosan került sor. Elsők között nevezték ki tanszékvezetőnek Horváth Tibor egyetemi tanárt, Kalas Tibor egyetemi docenst és Ruszoly József egyetemi docenst. 1981. szeptember 5-én az ELTÉ-től kölcsönzött tanterv szerint indult el a képzés 123 hallgatóval. Nem telt el teljes egy év, az Egyetemi Tanács 1982. május 27-én döntött arról, hogy több változtatást is beépítenek a tantervbe. Erősítették a gyakorlati foglalkozásokat például családi jogból, bővített óraszámmal szerepeltették a filozófiát és bevezették a gyakorlati foglalkozást polgári jogból.
1983. szeptember 1. jeles nap volt a jogi intézet számára. Ettől a naptól kezdve a Minisztertanács 1027/1983. (VII. 12.) számú határozatával karrá alakult át, és az ezt követő időszakban a kar belső szervezeti rendszere is átalakulásokon ment keresztül. A kari tanács még ennek az évnek a végén, november 16-án négy intézet felállításáról rendelkezett, ezek a következők: Államtudományi Intézet (Államigazgatási jogi, Államjogi és Nemzetközi jogi valamint Pénzügyi jogi és statisztikai tanszékből tevődött össze), a Bűnügyi Tudományok Intézete (Büntetőjogi és kriminológiai valamint Büntető eljárásjogi és kriminalisztikai tanszékből állt), a Civilisztikai Tudományok Intézete (ami alá a Polgári jogi tanszék, a Polgári eljárásjogi és Nemzetközi magánjogi tanszék és a Munkajogi és szövetkezeti jogi tanszék szerveződött), a Jogtörténeti és Jogelméleti Intézet (Jogtörténeti és Római jogi Tanszékből, valamint Állam- és Jogelméleti Tanszékből állt). De az 1986. december 16-ai ülésen megváltoztatták a döntést.
1989. március 29-én a kari tanács első ízben kísérelte meg a tanterv radikális átalakítását. Az új tanterv rendelkezett arról, hogy a kötelező óraszámok felső korlátja 30 legyen, megszüntették az orosz nyelv kötelező oktatását, kiiktatták a tanrendből a marxista tantárgyakat, melyek helyébe filozófia, politikaelmélet és közigazgatási alapismeretek kerültek. 1993-ban az akkreditációs bizottság A magyar állam és jogrendszer, jogtudomány továbbfejlesztése, különös tekintettel az európai jogfejlődési tendenciákra című doktori programot 1993. szeptember 29-ei ülésén akkreditálta, így október 1-jével elindulhatott a doktoranduszképzés.
A kar 2006-ban ünnepelte fennállásának 25. évfordulóját, melyet nem kevésbé tett örömtelivé, hogy a Magyar Akkreditáció Bizottság a jogi karok közül egyedüliként adta át mind a jogász szak, mind a Deák Ferenc Állam- és Jogtudományi Doktori Iskola részére a „Kiválósági hely” címet.

## Szakok

### Alapképzés
- igazságügyi igazgatási (nappali és levelező)
- személyügyi, munkaügyi és szociális igazgatási (nappali és levelező)

### Osztatlan képzés
- jogász (nappali és levelező)

### Felsőoktatási szakképzés
- jogi (nappali és levelező)

### Mesterképzés
- európai és nemzetközi üzleti jog (nappali és levelező)
- kriminológia (levelező)
- személyügyi, munkaügyi és szociális igazgatás (nappali és levelező)

## Dékánok
- 1981–1984 között Kratochwill Ferenc
- 1984–1990 között Horváth Tibor
- 1990–1993 között Novotni Zoltán
- 1994–2000 között Kalas Tibor (1993-tól megbízott dékán)
- 2000–2004 között Lévay Miklós
- 2004–2012 között Szabó Miklós
- 2012–2013 között Torma András
- 2013–2017 között Farkas Ákos
- 2018– Csák Csilla